# ニュースちゅうごく645
『ニュースちゅうごく645』（ニュースちゅうごくろくよんご）は、土曜・日曜および祝日の夕方に中国地方のNHK総合で放送されている、NHK広島放送局制作による『NHKニュース』のローカルニュースである。定期放送としては2018年4月7日から2022年4月3日まで放送され、2022年5月7日以降は不定期で県域放送が縮小される時に放送される。新聞ラテ欄にはスペース（フルサイズ1行10文字）の関係もあり『ニュース中国645』とクレジットされる。

## 概要
2017年度まで『ひろしまニュース645』（広島局）など中国地方各局で放送されていたローカルニュースをブロックニュースに集約する形で開始。ただし特別編成時や平日の時間短縮時は臨時に県域で放送される場合がある。
2022年度から通常時は各局別の放送に戻り、不定期で制作体制と県域放送を縮小して中国ブロックでの放送となる際に放送される。2022年2月26日・2月27日・3月5日・3月6日には、パイロット版で県域ニュースが放送され、広島局は『お好みワイドひろしま』、岡山局は『もぎたて!』、山口局は『情報維新!やまぐち』と平日の夕方ニュースのタイトルを流用し、松江局・鳥取局は制作当番方式による2局ネットで放送となり『さんいんNEWS645』のタイトルが新たに設定された。
本番組が不定期で放送される場合も、山口局は福岡県北九州市との関係が密接なの県西端地区などへの配慮から、県域放送を継続することがある。

### 不定期放送事例
| 月     | 土曜      | 日曜      | 祝日                                        | 平日                             | 理由 |
| 2022年 | 2022年    | 2022年    | 2022年                                      | 2022年                           | 2022年 |
| ------ | --------- | --------- | ------------------------------------------- | -------------------------------- | --- |
| 5月    | 07日      | 08日      |                                             |                                  | 春の大型連休終盤                                                                                                 |
| 8月    | 13日 20日 | 14日 21日 | 11日（木）                                  |                                  | 第104回全国高等学校野球選手権大会 お盆期間前後                                                                   |
| 12月   |           |           |                                             | 26日（月） 27日（火） 28日（水） | 年末編成 29日（木）- 31日（土）は18:50 - 19:00                                                                   |
| 2023年 |           |           |                                             |                                  | |
| 1月    | 07日      | 08日      | 09日（月）                                  |                                  | 年始編成 1日（日）- 3日（火）は18:50 - 19:00                                                                     |
| 4月    |           | 30日      | 29日（土）                                  |                                  | 春の大型連休 5月1日（月）・2日（火）は18:45 - 18:59に各県別のローカルニュースを放送                              |
| 5月    | 06日      | 07日      | 03日（水） 04日（木） 05日（金）            |                                  | 春の大型連休 5月1日（月）・2日（火）は18:45 - 18:59に各県別のローカルニュースを放送                              |
| 8月    | 12日 19日 | 13日 20日 | 11日（金）                                  |                                  | 第105回全国高等学校野球選手権大会 お盆期間前後 オープニングタイトルを省略                                        |
| 12月   |           |           |                                             | 28日（木）                       | 年末編成 29日（金）- 31日（日）は18:50 - 19:00                                                                   |
| 2024年 |           |           |                                             |                                  | |
| 1月    | 06日      | 07日      | 08日（月）                                  |                                  | 年始編成 1日（月）- 2日（火）は18:50 - 19:00                                                                     |
| 4月    | 027日     | 028日     | 029日（月）                                 | 030日（火）                      | 春の大型連休 4月30日（火） - 5月2日（木）は18:45 - 18:59に各県別（広島県と島根県を除く）のローカルニュースを放送 |
| 5月    |           |           | 03日（金） 04日（土） 05日（日） 06日（月） | 01日（水） 02日（木）            | 春の大型連休 4月30日（火） - 5月2日（木）は18:45 - 18:59に各県別（広島県と島根県を除く）のローカルニュースを放送 |

## 放送時間
- 土曜・日曜、祝日 18:45 - 18:59（JST）
- 年末年始 18:50 - 19:00（『NHKニュース』〈番組表上の表記タイトルは『ニュース・気象情報（中国地方）』〉に改題の上放送）
- ただし例外的に、2020年12月28日は平日ではあったが、年末特別編成により『お好みワイドひろしま』をはじめとする中国地方各県の18時台のローカルワイド番組が休止だったことと、域内の地域局からのローカル放送が休止だったことから例外として当番組が放送された。

## 放送内容
- 中国地方のニュース・スポーツ[12] 18:45 - 18:53（年末年始は18:50 - 18:55）
- 全国の気象情報 18:53 - 18:55（東京発、年末年始は18:55 - 18:57）
- 中国地方の気象情報 18:55 - 18:59（年末年始は18:57 - 19:00）[13]
  - 2022年12月26日 - 28日は気象情報を全国・中国地方とも広島局からの放送とし、岡田良昭が担当。2023年12月28日も同様のに広島局からの放送とし、大隅智子（ウェザーマップ所属）が担当した。
  - 2024年1月3日は、「令和6年能登半島地震」の余震発生（余震前18:48緊急地震速報有り）に伴い、東京から緊急報道中のため、放送中止となった。

## キャスター
- 原則としてNHK広島放送局のアナウンサーが12:10 - 12:15の中国地方のニュースに引き続ぎ日勤シフト[14]で担当。
- 2020年度までは夜勤シフトで担当。翌日（日曜の場合は月曜）のラジオ第1『おはよう中国』も担当し、深夜から早朝の緊急時報道にも対応していた。
  - 杉浦圭子は、2021年3月以前は、土曜は散発的に、日曜は高校野球期間中や月曜に国会中継が予定される場合など『ひるまえ直送便』が休止となる前日のみ担当していた。同番組の担当が水 - 金曜に縮小され、本番組が日勤シフトに移行した2021年4月からは本番組の担当が増加した。
  - アナウンサーのシフトの都合や災害時の応援などにより、他の中国地方各局や大阪局・東京アナウンス室などのアナウンサーが担当することがある。